# دنی وینکلر
دنی وینکلر (انگلیسی: Danny Winkler؛ زادهٔ ۱۶ اوت ۱۹۷۳) بازیکن فوتبال اهل آلمان است.
از باشگاه‌هایی که در آن بازی کرده‌است می‌توان به باشگاه فوتبال بوخوم و باشگاه فوتبال هوفنهایم اشاره کرد.